# Sigillariaceae
Sigillariaceae é uma família extinta de plantas Licóficas da classe Lycopodiopsida e da ordem lepidodendrales do perído carbonífero.

## Registros fósseis e espécies
A quantidade de fósseis encontrados desta família são muitos, com 5459 fósseis encontrados, encontrados principalmente na américa do norte, europa, ásia, penínusla arábica, península coreana e na áfrica. Com  21 espécies catalogadas, lista de algumas espécies:
- sigillaria scutellata (169 ocorrências)
- sigillaria pachyderma (5 ocorrências)
- mazocarpon shorense (13 ocorrências)
- signacularia noinskii
- euphorbites cicatricosus
- Cyperites forbesii
- Asolanus ornithicnoides
- Presigillaria jongmansii
- Calamosyrinx zwickaviensis
- Sigillariopsis decaisnei
- Cyperites bicarinata
- Sigillariostrobus bifidus
- Cyperites eocenicus
- Sigillaria peltigera
- Syringodendron organum (3 ocorrências)
- Sigillaria obovata
- Sigillarioides radicans
- Stigmariopsis inaequalis (2 ocorrências)
- Sigillaria lepidodendrifolia (22 ocorrências)